# Brendan Ryan Barrett
Brendan Ryan Barrett, nato Brendon Ryan Barrett (Roseville, 5 agosto 1986), è un attore statunitense.

## Biografia
È cresciuto a Folsom con i suoi genitori e sua sorella, Caitlin Barrett. È noto come la voce del fantasmino Casper nel film d'animazione Casper's Haunted Christmas e come Chris Carson nel film del 1997 Casper - Un fantasmagorico inizio. Ha anche interpretato Troy nel film Lo chiamavano il grillo. Si è diplomato alla Folsom High School nel 2004. 

## Filmografia

### Cinema
- Ombre aliene (The Shadow Men), regia di Timothy Bond (1997)
- Casper - Un fantasmagorico inizio (Casper: A Spirited Beginning), regia di Sean McNamara (1997)
- I piccoli eroi del West (Durango Kids), regia di Ashton Root (1999)
- Boys and Girls - Attenzione: il sesso cambia tutto (Boys & Girls), regia di Robert Iscove (2000)
- Lo chiamavano il grillo (Lloyd), regia di Hector Barron (2001)

### Televisione
- Stolen Innocence, regia di Bill L. Norton – film TV (1995)
- Soul Man - Casa & Chiesa (Soul Man) – serie TV, 25 episodi (1997-1998)
- Il tocco di un angelo (Touched by an Angel) – serie TV, episodio 5x04 (1998)
- La vendetta di Logan (Logan's War: Bound by Honor), regia di Michael Preece – film TV (1998)
- Caroline in the City – serie TV, episodio 4x23 (1999)
- Due gemelle e una tata (Two of a Kind) – serie TV, episodi 1x19-1x21 (1999)
- The King of Queens – serie TV, episodio 2x21 (2000)
- What's Up, Peter Fuddy?, regia di David Steinberg – film TV (2001)

### Doppiatore
- Casper - Il film, regia di Owen Hurley (2000)

## Doppiatori italiani
Nelle versioni in italiano dei suoi lavori, Brendan Ryan Barrett è stato doppiato da:
- Stefano De Filippis in Casper - Un fantasmagorico inizio, Casa & chiesa[1]
- Fabrizio De Flaviis ne Gli eroi del West
- Antonella Baldini in Ombre Aliene